# 平岡公園
平岡公園（ひらおかこうえん）は、札幌市清田区にある公園・地名。

## 概要
札幌市中心部から南東11kmに位置し、1982年（昭和57年）から整備が進められている。札幌市の市街地を公園や緑地の帯で包み込もうという「環状グリーンベルト構想」の拠点公園として位置づけられている。公園は道央自動車道と並行する札幌新道を挟んで東西に分かれており、西側48.4ヘクタールは自然の姿をとどめた山林や散策路、すり鉢状の地形をした梅林、自然観察ができる池や湿地があり、東側18ヘクタールは多目的広場や散策路、壁泉がある。また、スポーツ施設として野球場、テニスコート、ゲートボール場、パークゴルフ場がある。また、市民参加型の造成エリアでは計画から維持管理までを近隣住民と協働で行っている。
札幌近郊で最大級の梅林には豊後性の紅梅種と白梅種のウメが4:6の割合で1,200本植林されており、5月頃の開花時には多くの来園がある。
長らく、梅まつりの時期は、園内の一部で火気の使用した飲食（ジンギスカン、バーベキューなど）が認められてきたが、2021年には新型コロナウイルスの感染拡大に伴い、火気使用の解禁や飲食を認めないこととされた。

### 自然
住宅街として発展した平岡公園周辺も以前はなだらかな丘が続く丘陵地帯であった。公園造成前は里山として利用していたため、明治時代の入植から昭和30年頃まで行われていた炭焼きの窯跡を見ることができる。また、公園内には小川や湧水があったことから三里川沿いでは農耕が行われ、おもに水田として利用してきた。公園の55%を覆う山林は、コナラ（ドングリ）の北限に位置し、キタキツネやカワセミなどの動物やコクワガタやオニヤンマなどの昆虫類、エンレイソウやミズバショウなどの植物、エゾアカガエル、イバラトミヨ（トミヨ）などの両生類や魚類など様々な生き物が生息している。
湿地はヨシを主体として一部ではカサスゲやミズバショウが群落を形成し、エゾノリュウキンカなどを植栽している。 おもな樹木はヤナギやハンノキで、天然林も観察できる。湿地では1年を通じて多くの湿性植物が花を咲かせ、早春にはエゾアカガエルの卵塊が見られ、夏にはオニヤンマが飛び回る。秋になると周辺の樹木に美しい果実が実り、ノリウツギの花はドライフラワーとなって冬遅くまで枝に残る。人工湿地は全国的にもあまり例がなく、かつて石狩平野に存在したミズゴケ属やスゲ属群落主体の湿地再現を目指し、2002年（平成14年）に開園した。人工湿地の周辺は、あえて草刈り回数を減らし昆虫が住みやすくなるように草丈を高くした「はらっぱエリア」と、園内の樹林の種子から育てた苗木を植栽する「森づくりエリア」がある。園路沿いや沢の周辺では、早春のキタコブシ（コブシ）から始まりオオバナノエンレイソウ、キツリフネなどの花々が秋頃まで見られる。人工湿地とはらっぱ周辺区域では市民ボランティアと協働で植栽・維持管理を行っており、ミズゴケやモウセンゴケなどの珍しい植物やサギスゲの群落が見られる。

## 施設

### 東地区
野球場（軟式）
利用期間：4月下旬から11月20日（有料）
両翼95m、中堅120m、外野芝
テニスコート（硬式）
利用期間：4月下旬から11月20日（有料）
オムニコート6面
ゲートボール場
利用期間：4月中旬から11月下旬
クレー舗装3面
パークゴルフ場
利用期間：4月下旬から11月上旬
2コース（本設1コース、仮設1コース）、各コース9ホール
多目的広場
利用期間：4月中旬から11月下旬
遊具広場
利用期間：4月中旬から11月下旬
地球の広場
太陽系の惑星配列を地球を中心として表現した造作物を配置。冬季は隣接する斜面をスキーやソリ遊びに利用する。
壁泉
管理事務所

### 西地区
梅林
平年は5月上旬に開花。
湿地
木道で散策することができる。
人工湿地・池
市民参加の造成エリア。
はらっぱ
市民参加の造成エリア。
花の広場
利用期間：4月中旬から11月下旬
春はチューリップやスイセン（スイセン属）、初夏にはシャクヤク、夏にはムクゲなどの花が楽しめる。
芝生広場
利用期間：4月中旬から11月下旬
梅の香橋
全長70mの木製人道アーチ橋。1993年（平成5年）完成。

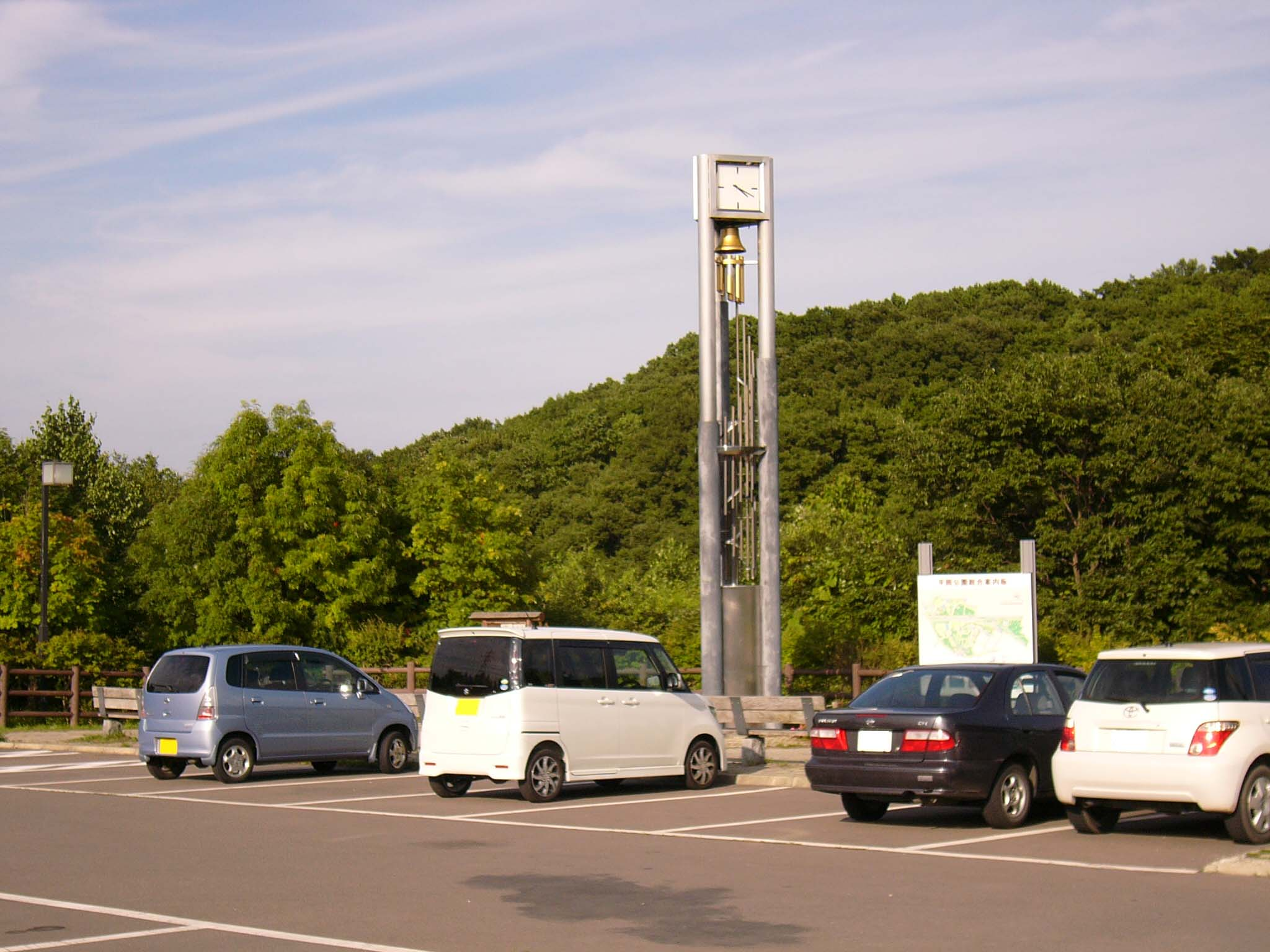
駐車場にある時計塔（2010年8月）
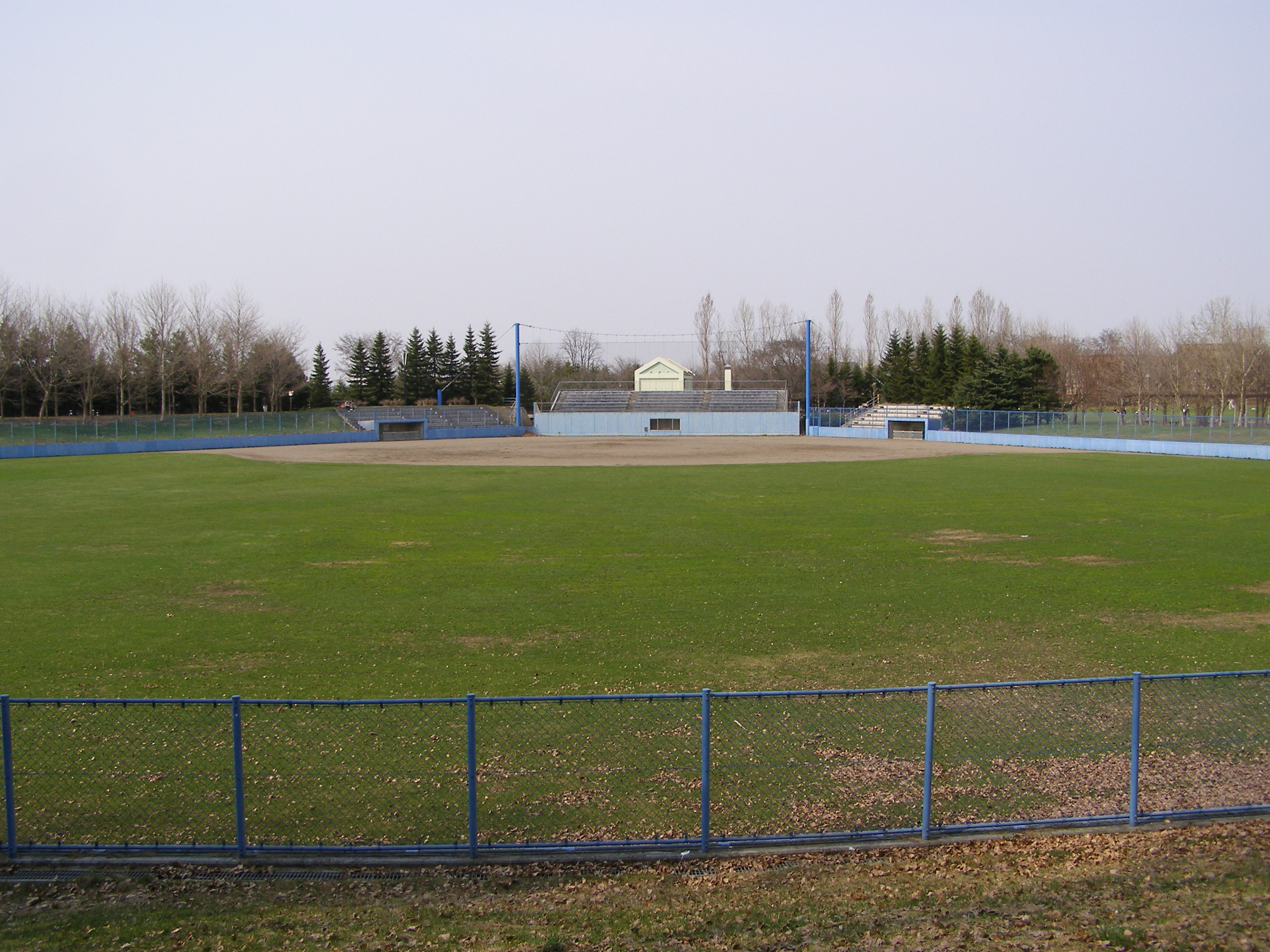
野球場（2008年4月）

## イベント
- ひらおか梅まつり（4月下旬から5月中旬）
- ひらおか公園ツアー（月毎に各園内ツアーあり、専門の講師が案内）
- ながぐつの土ようび（月毎に開催の自然観察会）
- 平岡公園ツリーウォッチング（月毎に樹木を中心とした観察会）
- 平岡公園にぎわいフェスタ（夏・冬の2回開催）
- ヘイケボタル観察会（夏に開催）

## ボランティア
- 平岡どんぐりの森[7]
- 平岡公園梅ボランティア
- 平岡公園パークゴルフ同好会

## 参考資料
- “平岡公園 リーフレット” (eBook5).   札幌市公園緑化協会. 2015年12月10日閲覧。